# Exercice d'assistance
En force athlétique, les exercices d'assistance sont des exercices de renforcement musculaires spécifiques aux trois mouvements de compétition que sont la flexion sur jambes, le développé couché et le soulevé de terre. Ces exercices permettent d'acquérir plus de force et assurent l'équilibre entre muscles agonistes et antagonistes. Selon le mouvement de compétition, les muscles travaillés par les exercices d'assistance sont moteurs, synergiques (antagonistes) ou stabilisateurs. 

## Exercice d'assistance
Les exercices d'assistance renforcent les muscles participants à l'exécution des trois mouvements de la force athlétique. Selon le mouvement, les muscles ont un rôle moteur, synergique ou stabilisateur. Les muscles moteurs interviennent principalement lors de l'exécution du mouvement. Ils produisent l'essentiel de la force. Les muscles synergiques ont un rôle facilitateur et permettent de régler le mouvement. Ils ont aussi un rôle de protection et deviennent alors antagonistes. Les muscles stabilisateurs interviennent dans la correction du mouvement et aident à rester dans l'axe. Les exercices d'assistance principaux pour les trois mouvements de la force athlétique sont :

### Flexion sur jambes (squat)

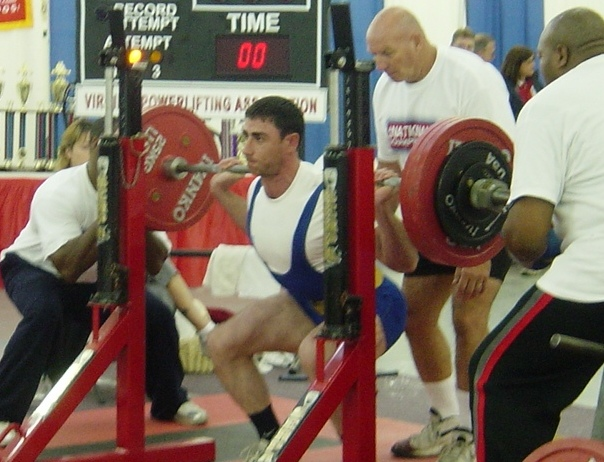
La flexion sur jambes

- Adduction de hanches machines. Exerce les muscles adducteurs de hanches qui ont un rôle synergique.
- Demi-squat jambe très écartées. Exerce les muscles adducteurs de hanches qui ont un rôle synergique.
- Exercice avec le banc ischio-jambiers. Travaille les muscles ischio-jambier qui ont un rôle moteur.
- Exercice avec la chaise à mollet. Renforce les muscles soléaires qui ont un rôle stabilisateur.
- Exercice avec la chaise à quadriceps. Renforce les quadriceps qui agissent en muscles moteurs.
- Exercice avec la presse oblique ou la presse horizontale. Travaille les muscles grands fessiers qui ont un rôle moteur.
- Exercice avec la presse verticale. Travaille les muscles jumeaux qui ont un rôle moteur.
- Exercices pour le renforcement des muscles de la ceinture scapulaire.
- Extensions de hanches sur banc à lombaires. Renforce les muscles spinaux érecteurs du rachis qui ont un rôle stabilisateur et participent du gainage.
- Good morning. Renforce les muscles spinaux érecteurs du rachis qui ont un rôle stabilisateur et participent du gainage.
- Squat barre haute en flexion profonde. Renforce les quadriceps qui agissent en muscles moteurs.
- Squat clavicules en flexion profonde. Renforce les quadriceps qui agissent en muscles moteurs.
- Stiff legged deadlift. Renforce les muscles spinaux érecteurs du rachis qui ont un rôle stabilisateur et participent du gainage.

### Développé couché

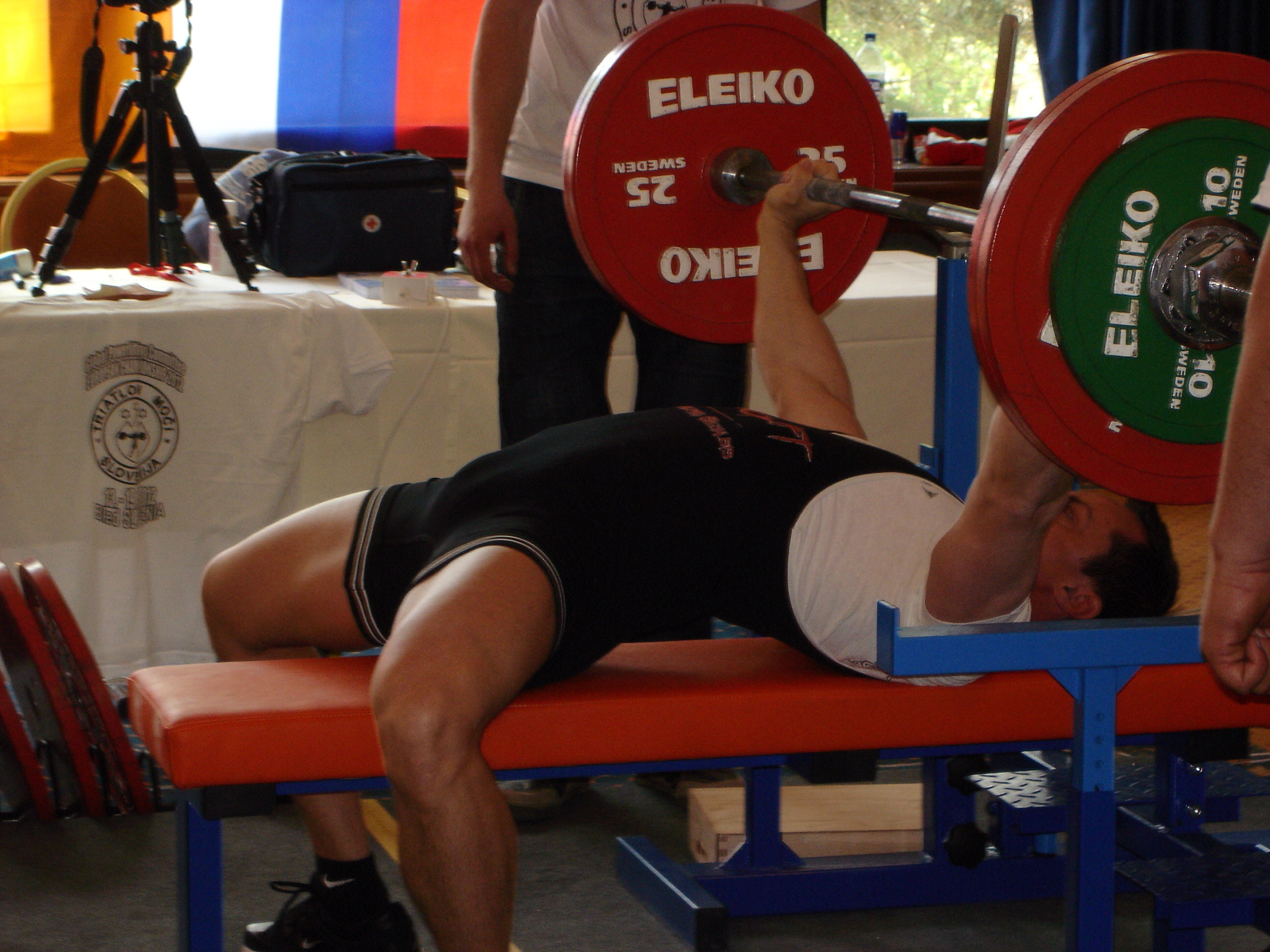
Le développé couché

- Barre sur front. Cet exercice permet de renforcer les muscles triceps qui sont moteurs dans ce mouvement.
- Biceps avec barre en prise moyenne ou étroite. Dans cet exercice, il s'agit d'équilibrer le couple agoniste/antagoniste. Le rôle des muscles biceps est synergique.
- Développé clavicule largeur épaules. Cet exercice permet de renforcer les faisceaux antérieurs des muscles deltoïdiens. Ceux-ci ont un rôle moteur.
- Développé couché barre à la base du cou. Exerce les muscles pectoraux qui ont un rôle moteur.
- Développé couché en prise serrée. Exerce les muscles triceps qui ont un rôle moteur.
- Développé nuque prise large. Renforce les faisceaux antérieurs des muscles deltoïdiens qui ont un rôle moteur.
- Élévations antérieures des bras avec haltères. cet exercice travaille les muscles deltoïdes antérieurs qui ont un rôle moteur.
- Élévations latérales avec haltères. renforce les muscles deltoïdes externes qui ont une fonction stabilisatrice.
- Exercice avec haltère en "peak concentration". Dans cet exercice, il s'agit d'équilibrer le couple agoniste/antagoniste. Le rôle des muscles biceps est synergique.
- L'oiseau avec haltères. cet exercice travaille les muscles deltoïdes postérieurs qui ont une fonction stabilisatrice et freinatrice.
- Rameur avec barre ou poulie. Renforce le muscle grand dorsal qui a un rôle synergique.
- Tractions sur la nuque à la barre fixe ou à la poulie. Renforce les muscles grands ronds qui ont un rôle synergique.
- Tractions sur poitrine en prise large à la barre ou à la poulie. Renforce le muscle grand dorsal qui a un rôle synergique.

### Soulevé de terre

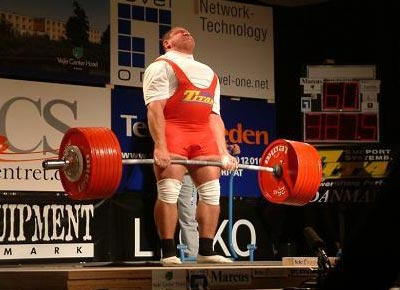
Le soulevé de terre

- Exercice à la chaise à quadriceps. Renforce les muscles quadriceps qui ont un rôle moteur ou synergique en fonction de la technique utilisée dans le mouvement du soulevé de terre.
- Exercice au banc ischio-jambiers. Exerce les muscles ischio-jambiers qui ont un rôle moteur ou synergique en fonction de la technique utilisée dans le mouvement du soulevé de terre.
- Exercice avec la bobine d'Andrieu. Renforce les muscles de la main et de l'avant-bras qui ont une fonction stabilisatrice.
- Exercice avec la presse oblique ou horizontale en flexion complète. Exerce les muscles grands fessiers qui ont un rôle moteur.
- Extension et flexion de hanche sur banc à lombaires. Renforce le muscle sacro-lombraire qui a une fonction motrice.
- Flexion-extension des poignets avec barre ou haltères. Renforce les muscles de la main et de l'avant-bras qui ont une fonction stabilisatrice.
- Flexions latérales avec haltères, poulie ou banc à lombaires. Renforce les muscles grand et petit obliques qui ont un rôle stabilisateur.
- Good morning. Renforce le muscle sacro-lombraire qui a une fonction motrice.
- Haussement d'épaules avec haltères ou barre. Renforce le muscle trapèze qui a à la fois un rôle synergique et stabilisateur.
- Rameur avec barre ou poulie. Renforce le muscle grand dorsal qui a un rôle synergique.
- Rotation du buste avec bâton. Travaille les muscles grand oblique et petit oblique qui jouent un rôle synergique.
- Squat barre haute en flexion complète. Exerce les muscles grands fessiers qui ont un rôle moteur.
- Stiff-legged deadlift. Renforce le muscle sacro-lombraire qui a une fonction motrice.
- Tractions sur poitrine avec prise large. Renforce le muscle grand dorsal qui a un rôle synergique.